# امبوکا
امبوکا (به لاتین: Ambokka) یک منطقهٔ مسکونی در سری‌لانکا است که در استان مرکزی (سری‌لانکا) واقع شده‌است.